# Habitus
Sprawność (łac.  habitus) – termin etyczny stworzony przez Arystotelesa i rozwijany przez myślicieli wszystkich wieków.

## Koncepcja Arystotelesa
Sprawność według Arystotelesa jest dyspozycją dobrego działania.

## Koncepcja św. Tomasza
Św. Tomasz rozwijał koncepcję Arystotelesa, dodając do niej sprawności nadprzyrodzone, takie jak wiara, nadzieja i miłość.

## Koncepcja Pierre'a Bourdieu
Według Pierre'a Bourdieu habitus oznacza nabyte umiejętności i kompetencje jednostki, które przyjmują postać trwałych dyspozycji, takich jak sposoby postrzegania świata czy reguły działania i myślenia. Habitus nie jest jednak zbiorem trwałych reguł i praw, przez co staje się on bardziej poręcznym i elastycznym narzędziem wskazującym właściwy sposób poruszania się w świecie. 
Habitus zatem wykracza zarówno poza automatyczny determinizm, jak i wolną – niczym nie skrępowaną – wolę. Rodzi on nastawienia i oczekiwania mające rutynowy, regularny charakter, ale jednak nie koordynowane świadomie przez normy, które podmioty potrafiłyby wyartykułować. Właśnie w pozadyskursywnym charakterze habitusu upatrywać można przyczyny niekontrolowanych zmian struktury zachowań. Bourdieu ujmuje to w następujący sposób: „schematy myślenia i wyrażania, które przyswoiła jednostka, stanowią bazę do nieintencjonalnej inwencji kontrolowanej improwizacji”. 
Ogromna część koncepcji habitusu zwraca uwagę na to, że istnieją nieograniczone możliwości działania, o których dana osoba nigdy by nie pomyślała. Z tego powodu takie opcje nie istnieją dla danego habitusu, ponieważ podmiot nawet nie zdaje sobie z nich sprawy. W typowych sytuacjach społecznych jednostka polega na znacznym zasobie scenariuszy zachowań i dużym zasobie wiedzy, co ukazuje człowieka jako posiadającego pewien obraz świata i przygotowanego do reakcji w określonej sytuacji.
Całkowite poznanie habitusu danej osoby nie jest możliwe choćby ze względu na fakt, że jest on zakorzeniony na nieświadomym poziomie pozadyskursywnym; niemożliwym do artykulacji dla tkwiącej w habitusie jednostki.